# 黄旭明
黄旭明（1955年11月—），浙江诸暨人。1976年2月参加工作，1984年9月加入中国共产党。1979年毕业于浙江财政银行学校（浙江财经大学前身）财政专业，中共中央党校经济管理专业毕业，香港理工大学EMBA学历，工商管理硕士，会计师。
历任浙江省地方税务局副局长、局长，浙江省财政厅副厅长、厅长，浙江省政协副主席兼秘书长等职。2013年1月，当选浙江省人民政府副省长。2016年1月27日第十一届浙江省政协第四次会议选举黄旭明为浙江省政协副主席。2016年8月，辞去浙江省副省长职务。